# 만수대텔레비죤
만수대텔레비죤(萬壽臺-, 표준어: 만수대텔레비전, 약칭:만수대TV)은 조선민주주의인민공화국의 텔레비전 방송국이다. 또한 만수대텔레비죤은 조선민주주의인민공화국 전역이 수신가능 범위이다. 

## 개요
1983년 12월 1일에 방송을 개시했으며 토요일, 일요일에 방송하고 있다. 방송 내용은 오락 프로그램이 중심이지만, 조선중앙방송 등과는 달리 구미 지역의 사회주의 영화나 애니메이션도 방송하는 등 프로그램이 광범위하다. 
냉전 이전에는 자본주의 국가였던 미국, 공산주의 국가였던 소련, 중화인민공화국, 동구권 등의 프로그램을 방송했지만 냉전이 끝나고 서방측 프로그램을 방송한다. 보도 프로그램도 외국의 뉴스를 많이 방송한다. 이로 인해 평양 시민들로부터 인기가 높다.
수신 범위가 평양으로 한정되어 있는 것은 이 방송국을 전국 방송으로 실시하면 국민 사상 통제가 불가능해질 것을 우려해서 외국 인사들도 많이 찾는 평양 주변에서만 방송되고 있다.
2015년 7월 13일, 만수대TV가 갑자기 폐국되면서 8월 15일 스포츠 계열의 체육 TV가 신설되었다. 그리고 11월부터 재개국되었다.
2016년, 만수대TV의 수신 범위가 평양에서 전국 범위로 변경되었다. 또한 수신 방식이 기존의 지상파 송출방식에서 유선 케이블 방식으로 전환되었다.
2018년에는 많은 주민들이 최근 살기 힘들다고 말은 하면서 적지 않은 돈이 드는 만수대 TV 설치에 극성이다면서 지역 우체국에서는 핀잔을 주었지만 이에 아랑곳하지 않았다는 것을 알수가 있다는 것이다.
외국 영화에 대한 인기가 날이 갈수록 높아지고 있다는 점을 당국도 알고 있다고 지적하고 이 같은 결정은 조선민주주의인민공화국 당국의 의도와는 달리 주민들의 외부 정보에 대한 호기심을 자극하는 방향으로 흘러갈 가능성도 있다는 것을 알수가 있다.

## 문화 개방
특히 서비스 문물 개방 과정에도 소홀히 하지 않아서 2016년부터 만수대 TV를 케이블 TV로 전격 송출하여 UEFA 유로파리그나 혹은 동구권 영화들을 시청할 수 있도록 전격 조치를 하였다.
2018년에는 많은 주민들이 최근 살기 힘들다고 말은 하면서 적지 않은 돈이 드는 만수대 TV 설치에 극성이다면서 지역 우체국에서는 핀잔을 주었지만 이에 아랑곳하지 않았으며 외국 영화에 대한 인기가 날이 갈수록 높아지고 있다는 점을 당국도 알고 있다고 지적하고 이 같은 결정은 조선민주주의인민공화국 당국의 의도와는 달리 주민들의 외부 정보에 대한 호기심을 자극하는 방향으로 흘러갈 가능성도 있다.
아시아프레스 오사카 사무소의 이시마루 지로 대표는 6월 12일 자유아시아방송에 조선중앙TV 이외의 다른 북한 국내 방송을 시청하기 위한 디지털TV 신호 변환기 즉 디지털 튜너의 보급률이 북한의 일부 지방 도시에서는 80퍼센트에 달한다고 밝혔으며 조선민주주의인민공화국이 2017년 말부터 디지털 고화질 HD 방송으로 전환하면서 전국에서 4개의 방송이 청취가 가능해졌다고 밝혔다.
이시마루 대표는 이전부터 전국적으로 방영되던 조선중앙TV에 추가로 교육 채널인 룡남산 텔레비죤, 세계 각국의 사건사고나 풍물을 다룬 특집 프로그램과 외국 영화 등을 방송하는 만수대 TV, 국제 경기와 스포츠 관련 소식을 전하는 체육 TV 등이 전국적으로 방영되고 있다고 전했다.
이와 관련해 북한 정보통신 관련 웹사이트 노스코리아테크의 마틴 윌리엄스 편집장은 12일 자유아시아방송에 이들 방송이 전국에서 시청 가능한 지 여부는 알 수 없다면서 조선민주주의인민공화국 주민이 당국의 검열을 받지 않은 영상물을 보는 시간과 기회를 줄이려는 북한 당국의 의도라고 평가했다.
북한 당국이 한국 드라마 등 외부 영상의 급속한 유입과 확산으로 인한 민심 이반을 막기 위해 해외 영상물의 통제와 처벌을 강화하는 한편, 자체 영상물의 품질을 향상시키고 공급 채널 수도 늘려 주민들이 북한 TV를 더 시청하도록 유도한다는 설명이다.

## 같이 보기
- 조선민주주의인민공화국의 텔레비전